# David Headley
David Coleman Headley, även Daood Sayed Gilani, född den 30 juni 1960, är en pakistansk-amerikansk islamist.
David Headley har tillhört Lashkar-e-Taiba och var en av de ansvariga för terroristattackerna i Bombay 2008. Han anses även ha deltagit i förberedelserna inför genomförandet av terrorplanerna i Köpenhamn 2010.
David Headley dömdes den 24 januari 2013 till 35 års fängelse. Att han inte fick ett strängare straff torde kunna bero på att han valde att samarbeta med myndigheterna, inte minst eftersom han var huvudvittnet i rättegången mot Tahawwur Hussain Rana(en).